# Renée Dahon
Renée Dahon, gift Maeterlinck, född 15 december 1893 i Nice, Alpes-Maritimes, död 1969, var en fransk skådespelare. Hon var gift med Maurice Maeterlinck från 1919 till dennes död 1949.

## Filmografi
- 1914 - Le Nid